# سنترال سكوير (نيويورك)
سنترال سكوير (بالإنجليزية: Central Square, New York)‏ هي منطقة سكنية تقع في الولايات المتحدة في مقاطعة أوسويغو، نيويورك. يقدر عدد سكانها بـ 1,848 نسمة ومساحتها 4.8 كم2 وترتفع عن سطح البحر 137 متر.

## التركيبة السكانية
حدّد مكتب تعداد الولايات المتحدة بيانات التركيبة السكانية لسنترال سكوير في تعداد الولايات المتحدة. في ما يلي، التركيبة السكانية حسب تعدادي 2000 و2010.

### تعداد عام 2000
بلغ عدد سكان سنترال سكوير 1,646 نسمة بحسب تعداد عام 2000، وبلغ عدد الأسر 752 أسرة وعدد العائلات 431 عائلة مقيمة في القرية. في حين سجلت الكثافة السكانية 333.2 نسمة لكل كيلومتر مربع (863.0/ميل2). وبلغ عدد الوحدات السكنية 796 وحدة بمتوسط كثافة قدره 161.1 لكل كيلومتر مربع (417.2/ميل2).
وتوزع التركيب العرقي للقرية بنسبة 98.06% من البيض و0.61% من الأمريكيين الأفارقة و0.06% من الأمريكيين الأصليين و0.73% من الأمريكيين ذوي الأصول الآسيوية و0.12% من الأعراق الأخرى و0.43% من عرقين مختلطين أو أكثر و0.91% من الهسبانيون أو اللاتينيون من أي عرق.
بلغ عدد الأسر 752 أسرة كانت نسبة 28.2% منها لديها أطفال تحت سن الثامنة عشر تعيش معهم، وبلغت نسبة الأزواج القاطنين مع بعضهم البعض 43.2% من أصل المجموع الكلي للأسر، ونسبة 10.5% من الأسر كان لديها معيلات من الإناث دون وجود شريك، بينما كانت نسبة 3.6% من الأسر لديها معيلون من الذكور دون وجود شريكة وكانت نسبة 42.7% من غير العائلات. تألفت نسبة 36.4% من أصل جميع الأسر من عدة أفراد يعيشون في نفس المنزل ونسبة 18.9% كانت تتألف من شخص يعيش بمفرده يبلغ من العمر 65 عاماً أو أكثر. وبلغ متوسط حجم الأسرة المعيشية 2.19، أما متوسط حجم العائلات فبلغ 2.84.
بلغ العمر الوسطي للسكان 39.2 عاماً. وكانت نسبة 22.3% من القاطنين تحت سن الثامنة عشر، وكانت نسبة 8.3% بين الثامنة عشر والرابعة والعشرين عاماً، ونسبة 27.6% كانت واقعةً في الفئة العمرية ما بين الخامسة والعشرين والرابعة والأربعين عاماً، ونسبة 22.7% كانت ما بين الخامسة والأربعين والرابعة والستين، ونسبة 19.1% كانت ضمن فئة الخامسة والستين عاماً فما فوق. يوجد لكل 100 أنثى 84.9 ذكر، ويوجد لكل 100 أنثى في الثامنة عشر من عمرها فما فوق 83.0 ذكر.
بلغ متوسط دخل الأسرة في القرية 31,875 دولارًا، أما متوسط دخل العائلة فبلغ 45,441 دولارًا. وكان متوسط دخل الذكور 34,583 دولارًا مقابل 25,078 دولارًا للإناث. وسجل دخل الفرد الخاص بالقرية 20,946 دولارًا. وكانت نسبة 8.6% من العائلات ونسبة 12.5% من السكان تحت خط الفقر، وكان من هؤلاء نسبة 13.6% تحت سن الثامنة عشر ونسبة 12.6% في الخامسة والستين من العمر وما فوق.

### تعداد عام 2010
بلغ عدد سكان سنترال سكوير 1,848 نسمة بحسب تعداد عام 2010، وبلغ عدد الأسر 838 أسرة وعدد العائلات 473 عائلة مقيمة في القرية. في حين سجلت الكثافة السكانية 374.1 نسمة لكل كيلومتر مربع (968.9/ميل2). وبلغ عدد الوحدات السكنية 898 وحدة بمتوسط كثافة قدره 181.8 لكل كيلومتر مربع (470.9/ميل2).
وتوزع التركيب العرقي للقرية بنسبة 97.67% من البيض و0.05% من الأمريكيين الأفارقة و0.54% من الأمريكيين الأصليين و0.54% من الأمريكيين ذوي الأصول الآسيوية و0.05% من الأعراق الأخرى و1.14% من عرقين مختلطين أو أكثر و1.19% من الهسبانيون أو اللاتينيون من أي عرق.
بلغ عدد الأسر 838 أسرة كانت نسبة 29.2% منها لديها أطفال تحت سن الثامنة عشر تعيش معهم، وبلغت نسبة الأزواج القاطنين مع بعضهم البعض 40.7% من أصل المجموع الكلي للأسر، ونسبة 10.4% من الأسر كان لديها معيلات من الإناث دون وجود شريك، بينما كانت نسبة 5.4% من الأسر لديها معيلون من الذكور دون وجود شريكة وكانت نسبة 43.6% من غير العائلات. تألفت نسبة 38.7% من أصل جميع الأسر من عدة أفراد يعيشون في نفس المنزل ونسبة 19% كانت تتألف من شخص يعيش بمفرده يبلغ من العمر 65 عاماً أو أكثر. وبلغ متوسط حجم الأسرة المعيشية 2.20، أما متوسط حجم العائلات فبلغ 2.91.
بلغ العمر الوسطي للسكان 42.3 عاماً. وكانت نسبة 22.6% من القاطنين تحت سن الثامنة عشر، وكانت نسبة 7.9% بين الثامنة عشر والرابعة والعشرين عاماً، ونسبة 23.3% كانت واقعةً في الفئة العمرية ما بين الخامسة والعشرين والرابعة والأربعين عاماً، ونسبة 28% كانت ما بين الخامسة والأربعين والرابعة والستين، ونسبة 18.2% كانت ضمن فئة الخامسة والستين عاماً فما فوق. وتوزع التركيب الجنسي للسكان بنسبة 45.5% ذكور و54.5% إناث.